# Протокол AAA
ААА (від англ. authentication, authorization, accounting — автентифікація, авторизація, облік) — використовується для опису процесу надання доступу до комп'ютерної мережі та контролю за ним.
Протокол ААА дозволяє сильно обмежити можливості порушників, залишаючи законним користувачам мережі право мати доступ до мережевих ресурсів.
- Автентифікація вимагає від користувачів доказів того, що вони дійсно є тими, за кого себе видають, наприклад, за допомогою введення імені користувача і пароля, використання системи запитів/підтверджень, ідентифікаційних карт або якогось іншого методу.
- Авторизація. Після аутентифікації користувача сервіс авторизації вирішує, до яких ресурсів дозволяється доступ даному користувачеві і які дії дозволяється йому виконувати.
- Облік. Запис того, що користувач дійсно робив, до чого мав доступ і протягом якого часу, здійснюється з метою обліку, контролю і з'ясування вартості. За допомогою аудиту можна простежити за тим, як використовуються мережеві ресурси. Аудит може бути застосований для аналізу практики мережевого доступу й виявлення мережевих вторгнень.

## Список протоколів AAA
- RADIUS
- DIAMETER
- TACACS
- TACACS +

Інші протоколи, використовувані в комбінації з AAA:
- PPP
- EAP
- PEAP
- LEAP
- LDAP

## Джерело
- http://niits.ru/public/books/aaa/ [Архівовано 2 лютого 2014 у Wayback Machine.]